# 尼加拉瓜国立自治大学 (马那瓜)
尼加拉瓜国立自治大学 (马那瓜)（或简称），是拉丁美洲国家尼加拉瓜首都马那瓜的一所公立综合性大学。成立于1812年，为该国建立最早的大学。